# The Metallica Blacklist
The Metallica Blacklist é um álbum de tributo por vários artistas com covers de todas as faixas do álbum autointitulado do Metallica de 1991 (comumente conhecido como The Black Album). A coleção foi montada em conjunto com o 30º aniversário do álbum original.  A maioria das músicas aparece várias vezes, com a participação de 53 artistas. O álbum foi lançado em formato digital em 10 de setembro de 2021 e em formato físico em 1º de outubro de 2021.

## Antecedente
O álbum tributo Metallica Blacklist faz parte de uma celebração maior do 30º aniversário do The Black Album, e foi lançado no mesmo dia como uma versão remasterizada deluxe do álbum original. O álbum tributo foi idealizado como uma ilustração de como The Black Album influenciou músicos dos mais diversos gêneros, e foi inspirado na existência de vários tributos anteriores ao álbum, por artistas de gêneros que vão do eletrônico ao clássico.
Em preparação para o projeto, o Metallica convidou alguns músicos que haviam ganhado notoriedade por fazer covers de outras canções do Metallica no passado, como The Warning, The Hu, e Rodrigo y Gabriela. O Metallica então convidou artistas de vários gêneros para contribuir com interpretações únicas das canções. Os artistas convidados puderam escolher qual música fazer o cover. De acordo com uma declaração feita pela banda, "The Metallica Blacklist oferece novas dimensões do álbum cuja atração gravitacional primeiro atraiu o mainstream para o Metallica - e fornece novos insights sobre o apelo universal e atemporal que o manteve lá: a influência destruidora de fronteiras essas 12 músicas conquistaram fãs e músicos de todos os tipos."
Para cada música do álbum, metade dos lucros é doada para a Fundação All Within My Hands do Metallica, e a outra metade é doada para uma instituição de caridade escolhida pelo artista.

## Recepção
| Críticas profissionais | Críticas profissionais |
| Pontuações agregadas   | Pontuações agregadas   |
| Fonte                  | Avaliação              |
| ---------------------- | ---------------------- |
| Metacritic             | 66                     |
| Avaliações da crítica  |                        |
| Fonte                  | Avaliação              |
| AllMusic               | [ 10 ]                 |
| Clash                  | 7/10                   |
| The Independent        | [ 12 ]                 |
| The Line of Best Fit   | 7/10                   |
| Metal Hammer           | 8/10                   |
| Metal Injection        | 8/10                   |
| NME                    | [ 16 ]                 |
| Pitchfork              | 6/10                   |
| Rolling Stone          | [ 18 ]                 |

No Metacritic, que atribui uma classificação normalizada de 100 para resenhas de publicações profissionais, o álbum tem uma pontuação média de 66 com base em 10 resenhas, indicando "críticas geralmente favoráveis". O álbum recebeu críticas geralmente favoráveis à ampla variedade de gêneros do projeto e à seleção frequentemente surpreendente de colaboradores, mas com algumas dúvidas sobre sua natureza repetitiva ou inconsistente como experiência de audição. Metal Hammer observou que há muitas versões de algumas canções, especialmente "Enter Sandman" e "Nothing Else Matters", mas concluiu que o álbum tributo "ressalta como, ao contrário de qualquer outra banda na história, o Metallica transcendeu o heavy metal e emergiu como uma das maiores exportações culturais da música."  A Metal Hammer também se esforçou para classificar todas as 53 músicas do álbum, concluindo que a melhor é a versão de "Nothing Else Matters" de Miley Cyrus, que contou com o apoio de Elton John, Yo-Yo Ma, Andrew Watt, Chad Smith, e o atual baixista do Metallica Robert Trujillo.
A Pitchfork também deu ao álbum uma crítica mista, chamando-o de "enorme e desigual" e criticando algumas versões previsíveis de artistas de hard rock e heavy metal, mas elogiando as contribuições de salto de gênero como as da cantora pop nipo-britânica Rina Sawayama e músico ganês-americano Moses Sumney. A Rolling Stone notou alguns dos covers mais ecléticos, como as contribuições do músico de jazz Kamasi Washington e do supergrupo de punk rock Off!. Em uma crítica separada, a Rolling Stone concluiu que o álbum é um tributo adequado à influência contínua de The Black Album. 
Exclaim! também observou que nem todas as 53 canções são totalmente satisfatórias, mas elogiou o projeto por suas contribuições para a caridade, classificando a versão de Washington de "My Friend of Misery" como a melhor faixa do álbum. A Metal Injection chamou o álbum de "uma reimaginação completa de um dos discos mais icônicos de todos os tempos". A NME chamou de "uma miscelânea intermitentemente emocionante" que força o ouvinte a escolher sua própria versão favorita de cada música, mas concluiu que o álbum é "um tributo fantástico a um dos textos sagrados do metal".

## Lista de músicas
| Disco 1 |                       |                                           |                                                   |         |  |
| N.º     | Título                | Compositor(es)                            | Artista                                           | Duração |  |
| 1.      | "Enter Sandman"       | James Hetfield, Lars Ulrich, Kirk Hammett | Alessia Cara e The Warning                        | 4:24    |  |
| 2.      | "Enter Sandman"       | Hetfield, Ulrich, Hammett                 | Mac DeMarco                                       | 5:46    |  |
| 3.      | "Enter Sandman"       | Hetfield, Ulrich, Hammett                 | Ghost                                             | 3:51    |  |
| 4.      | "Enter Sandman"       | Hetfield, Ulrich, Hammett                 | Juanes                                            | 4:53    |  |
| 5.      | "Enter Sandman"       | Hetfield, Ulrich, Hammett                 | Rina Sawayama                                     | 5:34    |  |
| 6.      | "Enter Sandman"       | Hetfield, Ulrich, Hammett                 | Weezer                                            | 5:34    |  |
| 7.      | "Sad but True" (live) | Hetfield, Ulrich                          | Sam Fender                                        | 3:51    |  |
| 8.      | "Sad but True"        |                                           | Jason Isbell e The 400 Unit                       | 4:30    |  |
| 9.      | "Sad but True"        | Hetfield, Ulrich                          | Mexican Institute of Sound com La Perla e Gera MX | 4:31    |  |
| 10.     | "Sad but True"        | Hetfield, Ulrich                          | Royal Blood                                       | 5:29    |  |
| 11.     | "Sad but True"        | Hetfield, Ulrich                          | St. Vincent                                       | 4:12    |  |
| 12.     | "Sad but True"        | Hetfield, Ulrich                          | White Reaper                                      | 5:23    |  |
| 13.     | "Sad but True"        | Hetfield, Ulrich                          | YB                                                | 4:03    |  |

| Disco 2 |                    |                           |                                     |         |  |
| N.º     | Título             | Compositor(es)            | Artista                             | Duração |  |
| 1.      | "Holier than Thou" | Hetfield, Ulrich          | Biffy Clyro                         | 5:10    |  |
| 2.      | "Holier than Thou" | Hetfield, Ulrich          | The Chats                           | 2:26    |  |
| 3.      | "Holier than Thou" | Hetfield, Ulrich          | Off!                                | 3:04    |  |
| 4.      | "Holier than Thou" | Hetfield, Ulrich          | PUP                                 | 3:56    |  |
| 5.      | "Holier than Thou" | Hetfield, Ulrich          | Corey Taylor                        | 4:11    |  |
| 6.      | "The Unforgiven"   | Hetfield, Ulrich, Hammett | Cage the Elephant                   | 5:54    |  |
| 7.      | "The Unforgiven"   | Hetfield, Ulrich, Hammett | Vishal Dadlani, Divine, Shor Police | 4:21    |  |
| 8.      | "The Unforgiven"   | Hetfield, Ulrich, Hammett | Diet Cig                            | 4:47    |  |
| 9.      | "The Unforgiven"   | Hetfield, Ulrich, Hammett | Flatbush Zombies com DJ Scratch     | 4:37    |  |
| 10.     | "The Unforgiven"   | Hetfield, Ulrich, Hammett | Ha*Ash                              | 4:06    |  |
| 11.     | "The Unforgiven"   | Hetfield, Ulrich, Hammett | José Madero                         | 4:01    |  |
| 12.     | "The Unforgiven"   | Hetfield, Ulrich, Hammett | Moses Sumney                        | 5:34    |  |

| Disco 3 |                               |                           |                                                                         |         |  |
| N.º     | Título                        | Compositor(es)            | Artista                                                                 | Duração |  |
| 1.      | "Wherever I May Roam"         | Hetfield, Ulrich          | J Balvin                                                                | 2:39    |  |
| 2.      | "Wherever I May Roam"         | Hetfield, Ulrich          | Chase & Status com Backroad Gee                                         | 3:07    |  |
| 3.      | "Wherever I May Roam"         | Hetfield, Ulrich          | The Neptunes                                                            | 3:57    |  |
| 4.      | "Wherever I May Roam"         | Hetfield, Ulrich          | Jon Pardi                                                               | 6:45    |  |
| 5.      | "Don't Tread on Else Matters" | Hetfield, Ulrich          | SebastiAn                                                               | 5:54    |  |
| 6.      | "Don't Tread on Me"           | Hetfield, Ulrich          | Portugal. The Man com Aaron Beam                                        | 4:14    |  |
| 7.      | "Don't Tread on Me"           | Hetfield, Ulrich          | Volbeat                                                                 | 3:39    |  |
| 8.      | "Through the Never"           | Hetfield, Ulrich, Hammett | The Hu                                                                  | 4:07    |  |
| 9.      | "Through the Never"           | Hetfield, Ulrich, Hammett | Tomi Owó                                                                | 3:06    |  |
| 10.     | "Nothing Else Matters"        | Hetfield, Ulrich          | Phoebe Bridgers                                                         | 4:35    |  |
| 11.     | "Nothing Else Matters"        | Hetfield, Ulrich          | Miley Cyrus com Watt, Elton John, Yo-Yo Ma, Robert Trujillo, Chad Smith | 6:37    |  |
| 12.     | "Nothing Else Matters"        | Hetfield, Ulrich          | Dave Gahan                                                              | 5:09    |  |
| 13.     | "Nothing Else Matters"        | Hetfield, Ulrich          | Mickey Guyton                                                           | 4:31    |  |
| 14.     | "Nothing Else Matters"        | Hetfield, Ulrich          | Dermot Kennedy                                                          | 3:01    |  |
| 15.     | "Nothing Else Matters"        | Hetfield, Ulrich          | Mon Laferte                                                             | 5:56    |  |

| Disco 4 |                        |                                 |                    |         |  |
| N.º     | Título                 | Compositor(es)                  | Artista            | Duração |  |
| 1.      | "Nothing Else Matters" | Hetfield, Ulrich                | Igor Levit         | 5:12    |  |
| 2.      | "Nothing Else Matters" | Hetfield, Ulrich                | My Morning Jacket  | 3:26    |  |
| 3.      | "Nothing Else Matters" | Hetfield, Ulrich                | PG Roxette         | 3:49    |  |
| 4.      | "Nothing Else Matters" | Hetfield, Ulrich                | Darius Rucker      | 6:53    |  |
| 5.      | "Nothing Else Matters" | Hetfield, Ulrich                | Chris Stapleton    | 8:15    |  |
| 6.      | "Nothing Else Matters" | Hetfield, Ulrich                | Tresor             | 6:24    |  |
| 7.      | "Of Wolf and Man"      | Hetfield, Ulrich, Hammett       | Goodnight, Texas   | 3:24    |  |
| 8.      | "The God That Failed"  | Hetfield, Ulrich                | Idles              | 3:56    |  |
| 9.      | "The God That Failed"  | Hetfield, Ulrich                | Imelda May         | 4:04    |  |
| 10.     | "My Friend of Misery"  | Hetfield, Ulrich, Jason Newsted | Cherry Glazerr     | 3:31    |  |
| 11.     | "My Friend of Misery"  | Hetfield, Ulrich, Newsted       | Izïa               | 4:25    |  |
| 12.     | "My Friend of Misery"  | Hetfield, Ulrich, Newsted       | Kamasi Washington  | 6:47    |  |
| 13.     | "The Struggle Within"  | Hetfield, Ulrich                | Rodrigo y Gabriela | 4:00    |  |

## Paradas
| País/Parada (2021)                        | Melhor posição |
| ----------------------------------------- | -------------- |
| Áustria (Ö3 Austria Top 40)               | 6              |
| Canadá (Billboard)                        | 44             |
| Finlândia (Suomen virallinen lista)       | 17             |
| Polónia (ZPAV)                            | 19             |
| Spain (PROMUSICAE)                        | 77             |
| Reino Unido (UK Compilation Albums Chart) | 4              |
| Estados Unidos (Billboard 200)            | 103            |